# 蒙古苍耳
蒙古苍耳（学名：Xanthium mongolicum），为菊科苍耳属下的一个植物种。种加名 mongolicum 意为“蒙古的”。
现为Xanthium strumarium L.的异名。